# Alvarenga
Alvarenga là một đô thị thuộc bang Minas Gerais, Brasil. Đô thị này có diện tích 367,319 km², dân số năm 2007 là 4558 người, mật độ 12,6 người/km².